# Arlington (condado de Columbia, Wisconsin)
Arlington es un pueblo ubicado en el condado de Columbia en el estado estadounidense de Wisconsin. En el Censo de 2010 tenía una población de 806 habitantes y una densidad poblacional de 8,91 personas por km².

## Geografía
Arlington se encuentra ubicado en las coordenadas 43°19′59″N 89°25′55″O / 43.33306, -89.43194. Según la Oficina del Censo de los Estados Unidos, Arlington tiene una superficie total de 90.41 km², de la cual 90.21 km² corresponden a tierra firme y (0.22%) 0.2 km² es agua.

## Demografía
Según el censo de 2010, había 806 personas residiendo en Arlington. La densidad de población era de 8,91 hab./km². De los 806 habitantes, Arlington estaba compuesto por el 98.64% blancos, el 0% eran afroamericanos, el 0% eran amerindios, el 0.37% eran asiáticos, el 0.37% eran isleños del Pacífico, el 0% eran de otras razas y el 0.62% pertenecían a dos o más razas. Del total de la población el 0.37% eran hispanos o latinos de cualquier raza.